# Шавельский уезд
Шавельский уезд (лит. Šiaulių apskritis) — административная единица Ковенской губернии, существовавшая в 1795—1920 годах. Уездный город — Шавли.

## История
Уезд образован в 1795 году в составе Виленской губернии после третьего раздела Речи Посполитой. В 1842 году уезд вошёл в состав вновь образованной Ковенской губернии.

## Население
По переписи 1897 года население уезда составляло 237 934 человек, в том числе в городе Шавли — 16 128 жит., в безуездном городе Шадов — 4474 чел., в местечках Жагоры — 8196 жит., Янишки — 4806 жит., Радзивилишки — 4389 жит., Куршаны — 3227 жит., Векшни — 3036 жит.

### Национальный состав
Национальный состав по переписи 1897 года:
- литовцы — 168 263 чел. (70,7 %), в том числе жемайты — 126 957 чел. (53,4 %),
- евреи — 34 137 чел. (14,3 %),
- поляки — 14 951 чел. (6,3 %),
- латыши — 11 630 чел. (4,9 %),
- русские — 5253 чел. (2,2 %),
- немцы — 2422 чел. (1,0 %),

## Административное деление
В 1890 году в состав уезда входила 21 волость:
| № п/п | Волость        | Волостное правление | Число селений | Население |
| ----- | -------------- | ------------------- | ------------- | --------- |
| 1     | Благовещенская | с. Благовещенск     | 101           | 6383      |
| 2     | Векшнянская    | м. Векшни           | 75            | 12359     |
| 3     | Груздзевская   | м. Груздзе          | 87            | 8998      |
| 4     | Жагорская      | м. Новые-Жагоры     | 70            | 8312      |
| 5     | Кирьяновская   | м. Пошушве          | 46            | 3442      |
| 6     | Круковская     | м. Круки            | 34            | 3408      |
| 7     | Крупенская     | м. Крупе            | 58            | 3918      |
| 8     | Куршанская     | м. Куршаны          | 39            | 5560      |
| 9     | Лигумская      | д. Серейки          | 54            | 6011      |
| 10    | Лукникская     | м. Лукники          | 54            | 3814      |
| 11    | Окмянская      | м. Окмяны           | 69            | 7865      |
| 12    | Подубисская    | м. Подубис          | 68            | 5180      |
| 13    | Попелянская    | м. Попеляны         | 83            | 6206      |
| 14    | Пошвитынская   | м. Пошвитынь        | 53            | 4984      |
| 15    | Радзивилишская | м. Радзивилишки     | 58            | 8586      |
| 16    | Скемская       | м. Бейсагола        | 50            | 6412      |
| 17    | Тришская       | м. Тришки           | 52            | 3947      |
| 18    | Шавельская     | д. Суткуны          | 58            | 7537      |
| 19    | Шавклянская    | м. Шавкляны         | 48            | 4214      |
| 20    | Шавлянская     | м. Шавляны          | 58            | 6721      |
| 21    | Янишская       | м. Янишки           | 61            | 7150      |

В 1913 году в уезде было 19 волостей, упразднены Кирьяновская, Шавклянская волости.